# Гостьково
Гостьково — село в Алапаевском районе Свердловской области России. Входит в муниципальное образование Алапаевское. Центр Деевского территориального управления.

## Население
| 2002 | 2010 |
| ---- | ---- |
| 116  | ↘98  |

## География
Расположено на левом берегу реки Реж на юге муниципального образования, к северо-востоку от Екатеринбурга, к юго-востоку от Нижнего Тагила, в 35 км на юг от города Алапаевска, в 20 км к северу от города Артёмовского и в 2 км к востоку от шоссе регионального значения Артёмовский — Алапаевск. Из обоих городов до села можно добраться на автобусе.
На противоположном берегу реки Реж, напротив села находятся два памятника природы: напротив южной окраины села располагается покрытая сосновым лесом скала Гостьковская Писаница, напротив северной окраины в прибрежных скалах есть небольшая Гостьковская пещера — место зимовки летучих мышей.

## История
Село Гостьково было основано при заселении Алапаевского уезда в середине XVII века как деревня Арамашевской слободы. Родоначальник семьи Гостьковых, Ортюшка (Артемий) Фёдоров сын, был прибран в крестьяне Арамашевской слободы в 1638—1639 годах на льготу до 1641—1642 года. В первых документах он указан с прозванием «Устьянец», с 1648—1649 года — «Гостько». По мнению Коновалова Ю. В., он изначально поселился в деревне, получившей название от его прозвища, и датой основания Гостьковой можно предполагать 1639 год. Сосед Гостьковых, Баженко Дмитриев, по документам проходил с 1659 года. В 1662—1663 годах деревня вместе с соседними деревнями была разграблена в ходе башкирского набега. В деревне Гостьковой в 1680 году насчитывалось пять дворов, в двух из которых жили Гостьковы. В 1696 году насчитывалось 11 дворов.

## Инфраструктура
В селе работают фельдшерский пункт и магазин.

## Константино-Еленинская церковь

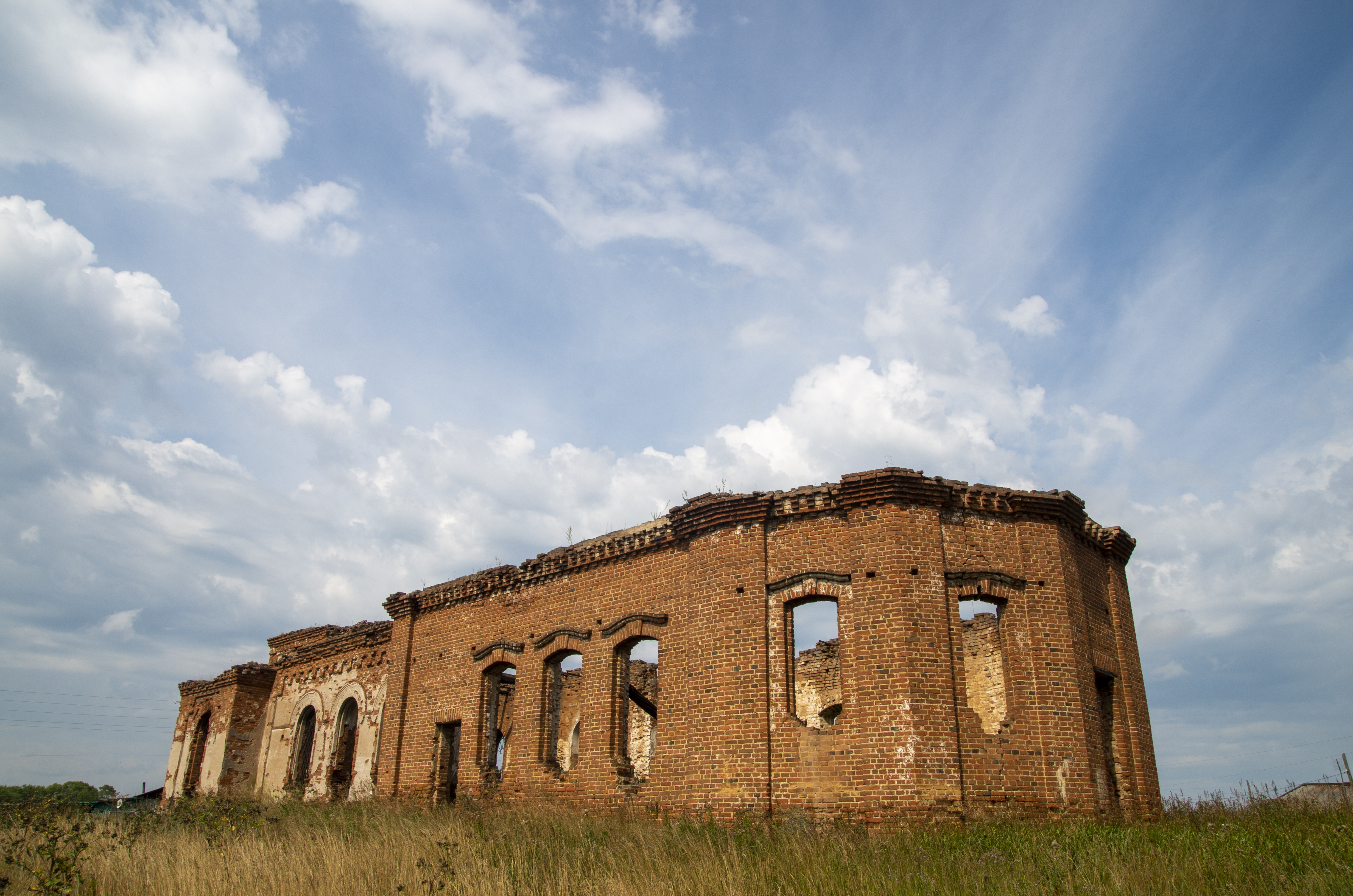
Константино-Еленинская церковь

В селе Гостькове есть старая полуразрушенная каменная православная Константино-Еленинская церковь, освящённая в 1895 году и закрыта в 1930-е годы. Церковь каменная. Колокольня и купол снесены в советские годы, потолочных перекрытий нет, проёмы окон и входа раскрыты, что позволяет попадать внутрь храма вандалам. Декор сохранился частично на фасадах здания, фрагментов внутренней росписи не осталось.